# Płoskoje (rejon griazowiecki)
Płoskoje (ros. Плоское) – osiedle w Rosji, w obwodzie wołogodzkim, w rejonie griazowieckim. W 2010 liczyło 432 mieszkańców.